# Kurt Engels
Kurt Engels (* 3. August 1915 in Köln; † 31. Dezember 1958 in Hamburg) war Kommandant vom Ghetto Izbica bei Lublin.

## Leben
Kurt Hans Josef Christian Engels wurde am 3. August 1915 in Köln geboren. Er wohnte in der Geisbergstraße in Köln-Klettenberg. Er trat 1929 in die Hitlerjugend (HJ) ein. In Köln arbeitete er vor dem Zweiten Weltkrieg als Polizist. Zum 1. Mai 1937 trat er der NSDAP bei (Mitgliedsnummer 3.965.916). Er war Mitglied der Sturmabteilung (SA) vom 20. September 1933 bis zum 12. April 1938 und wechselte danach zur Schutzstaffel (SS). Mitglied der Geheimen Staatspolizei (Gestapo) war er ab Februar 1937 zunächst in Köln, später wurde er als Gestapo-Chef in den Distrikt Lublin nach Izbica versetzt. Sein dortiger Vertreter war SS-Unterscharführer Ludwig Klemm (* 1917 in Odessa; † 1979). Engels war Leiter der Außenstelle Izbica der Staatspolizeistelle Zamosc. Diese Außenstelle war für den gesamten Kreis Krasnystaw zuständig. Der Sitz der Gestapo in Izbica war von 1941 bis 1944 auch der Wohnsitz vom SS-Hauptsturmführer Kurt Engels.
Ihm werden diverse Morde und Misshandlungen zur Last gelegt. Unter anderem hatte er den Besitz von Geld oder Wertgegenständen sowie den Handel zwischen Juden und Polen verboten und unter Strafe gestellt. Wertgegenstände mussten bei Engels abgegeben werden. Fand er bei Opfern noch Geldmittel oder Wertgegenstände, so exekutierte er jene umgehend. Auch auf offener Straße erschoss er willkürlich Menschen. Über ihn wird gesagt, er habe nicht frühstücken können, bevor er nicht einen Juden erschossen habe. Er tötete Juden ebenso wie Polen und soll bei den Tötungen auch gelacht haben. Viele der Morde beging er zusammen mit Ludwig Klemm. Eine ihrer ersten Taten war die Zerstörung des jüdischen Friedhofs von Izbica. Engels ließ aus den schönsten jüdischen Grabsteinen des Friedhofs die Arrestzelle des Gestapo-Gefängnisses, den so genannten „Bunker“, ummauern. Hinter diesem Gebäude organisierten Engels und Klemm Erschießungen von Polen und Juden.
Bei der letzten Deportation am 2. November 1942 stellte sich heraus, dass in den Waggons kein ausreichender Platz war. Als der Zug schließlich abfuhr, blieben viele auf der Wiese zurück. Kurt Engels, der die „Aktion“ leitete, befahl daraufhin, alle verbliebenen Juden in das Gebäude des Kinos zu sperren. Mit mehr als 1000 Menschen war das Gebäude vollkommen überfüllt, viele erstickten in der Enge oder verloren den Verstand. In diesem Gebäude hielt man sie tagelang fest, bis SS-Männer sie schließlich gruppenweise herausführten, um sie auf dem jüdischen Friedhof zu erschießen. Engels war auch in die „Aktion Reinhardt“ eingebunden. Er wurde auch der „Teufel von Izbica“ genannt.

## Nach Kriegsende
Nach dem Krieg änderte er zunächst seinen Namen. 1955 eröffnete er jedoch unter seinem richtigen Namen das „Café Engels“ in Hamburg und wohnte in der Gerhofstraße 12.
Vom Sobibor-Überlebenden Thomas Blatt aufgespürt, wurde gegen Engels am 31. Oktober 1958 in Hamburg Haftbefehl wegen einer unbekannten Anzahl an Morden erteilt. Bevor sein Fall vor Gericht abgeschlossen werden konnte, tötete er sich in der Silvesternacht am 31. Dezember 1958 im Untersuchungsgefängnis am Holstenglacis (heute Untersuchungshaftanstalt Hamburg) in Hamburg durch die Einnahme von Medikamenten.
Seine Prozess-Akte befindet sich im Staatsarchiv der Freien und Hansestadt Hamburg.

## Fernsehbeiträge
- Wolfgang Schoen, Frank Gutermuth: IZBICA – Drehkreuz des Todes („Turnstile of death“). tvschoenfilm, 2007.